# Lust for a Vampire
Lujuria para un vampiro (en idioma original Lust for a vampire (1971) es la segunda película de la Trilogía de los Karnstein basada en la historia Carmilla creada por el escritor Sheridan Le Fanu.
La primera película de la trilogía Karnstein fue The Vampire Lovers (1970), de Roy Ward Baker, y la última, Drácula y las mellizas (1971), de John Hough.
Esta versión de la Hammer Productions continuó con las historias vampíricas teñidas de erotismo que había comenzado con otros filmes del género, en especial The Vampire Lovers.
Jimmy Sangster asumió la realización de la película por accidente (nunca mejor dicho) cuando Terence Fisher, el director elegido en primera instancia, se rompió una pierna.
Escrita por Sheridan Le Fanu (novela original).
Adaptada por Tudor Gates.
Protagonistas: Ralph Bates, Barbara Jefford, Suzanna Leigh, Michael Johnson, Yutte Stensgaard.
El film fue conocido en España como Lujuria para un vampiro y en Argentina como Ataúd para un vampiro.
- Datos: Q2005252